# ونمیسا، شهرستان ویلجندی
ونمیسا، شهرستان ویلجندی (به لاتین: Vanamõisa, Viljandi County) یک روستا در استونی است که در دهستان ویلیاندی واقع شده‌است.

## خصوصیات
ونمیسا ۵۴ نفر جمعیت دارد.